# Oetrange
Oetrange (Luxemburgs: Éiter, Duits: Oetringen) is een plaats in de gemeente Contern en het kanton Luxemburg in het zuiden van het groothertogdom Luxemburg.
Oetrange telt 790 inwoners (2007) en heeft sinds 1861 een treinstation.

## Galerij

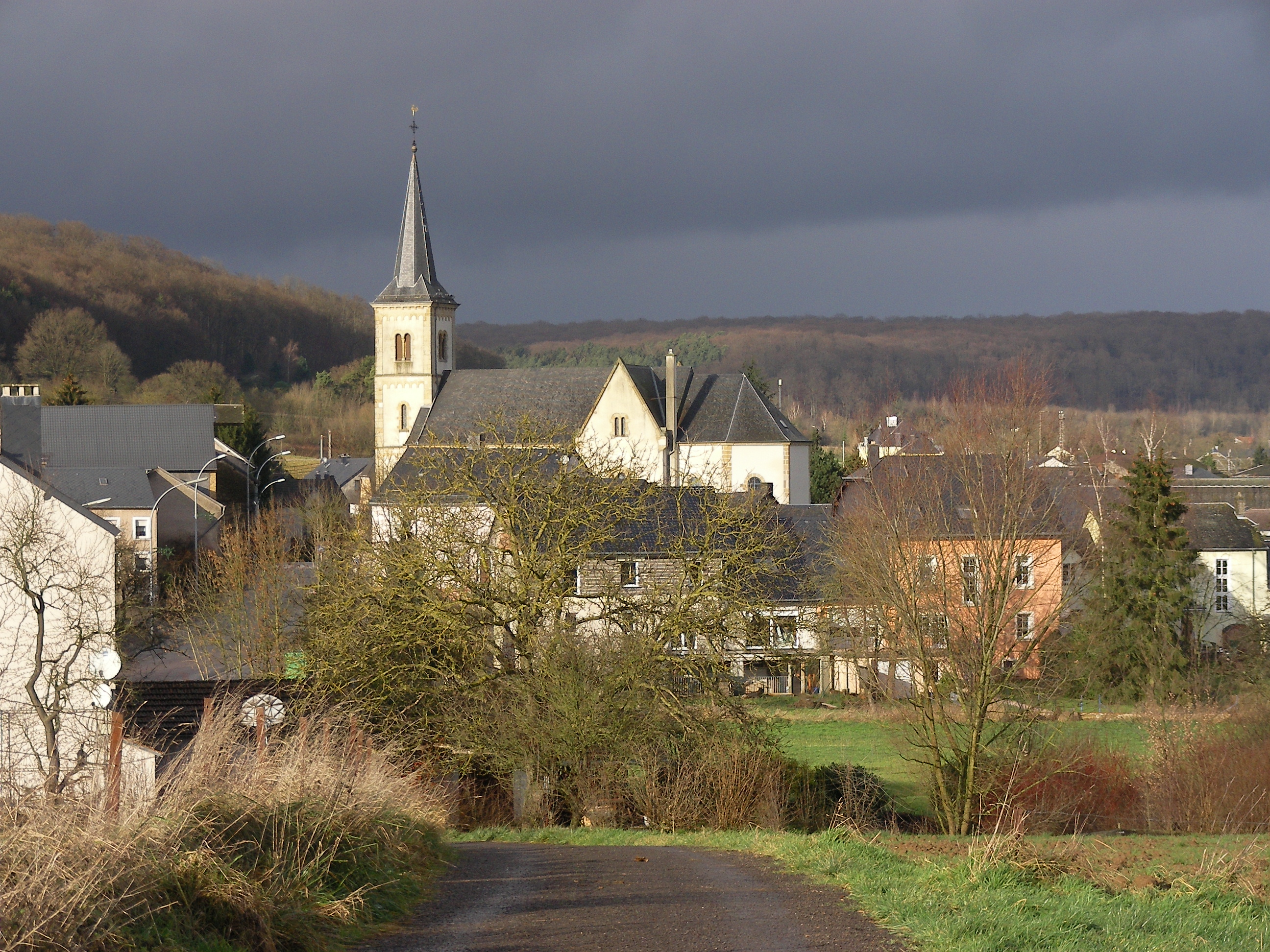
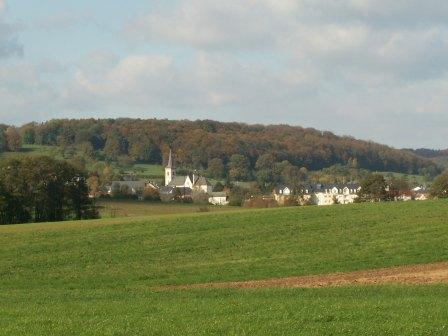
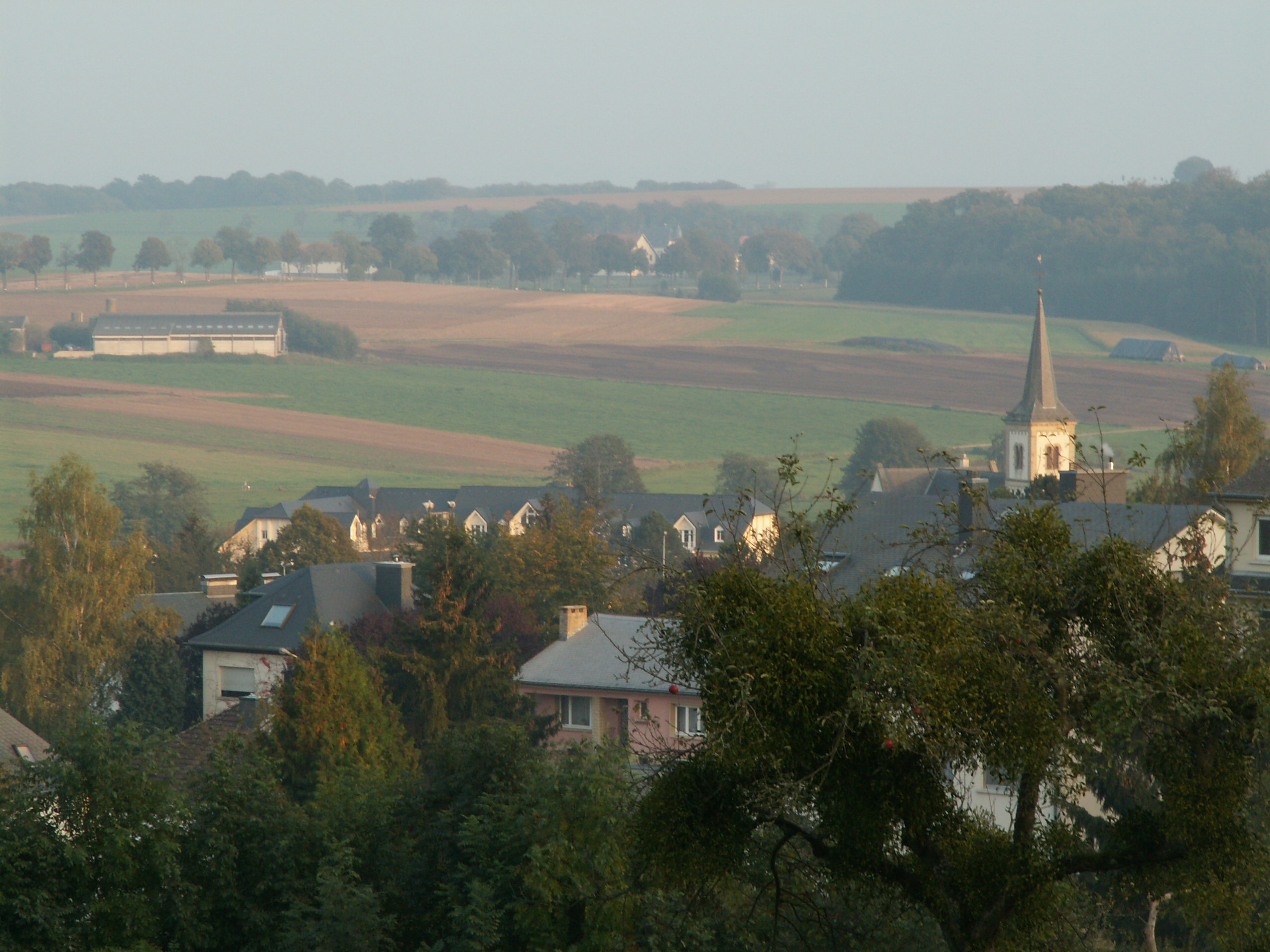
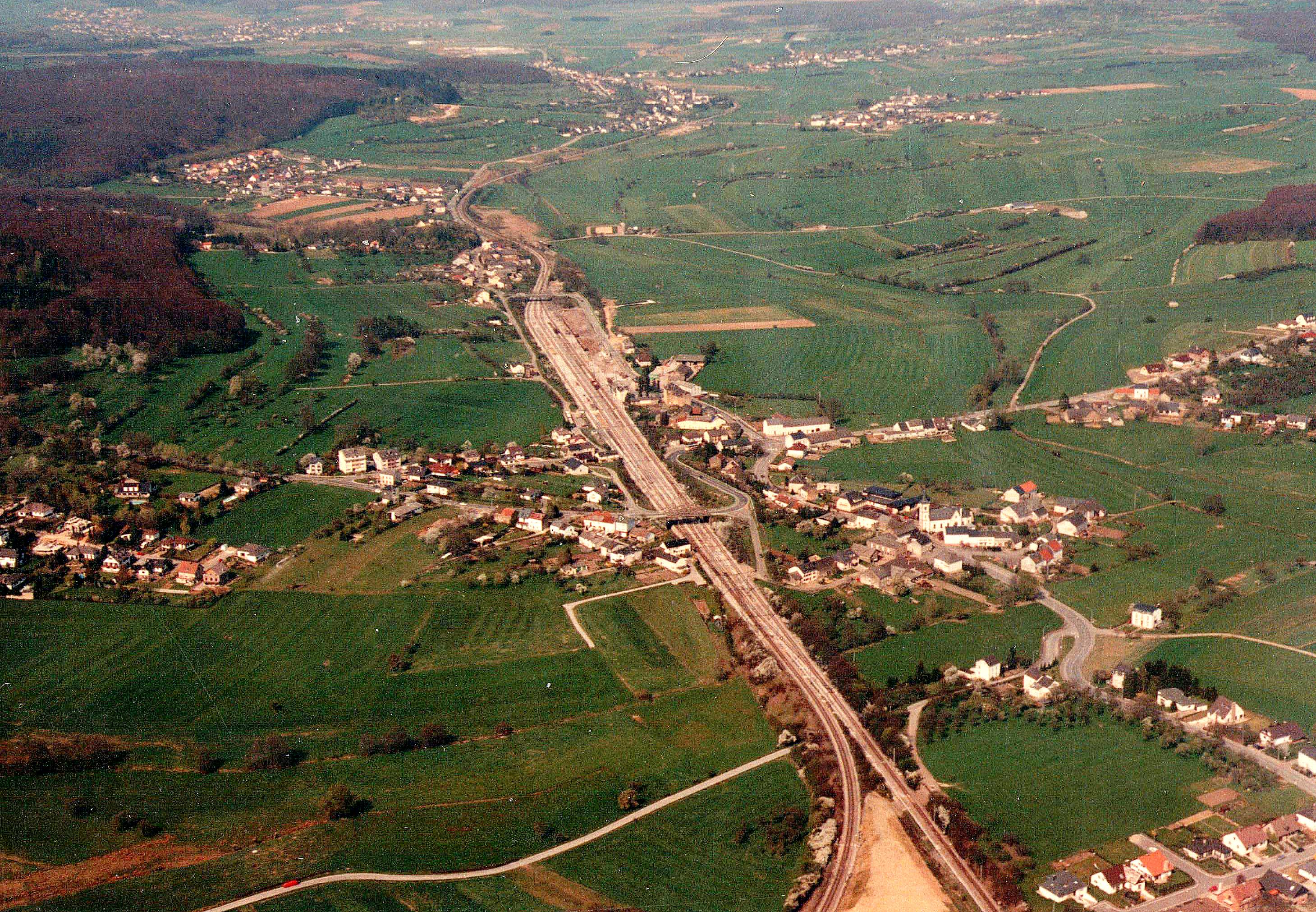